# Cecil Kellaway

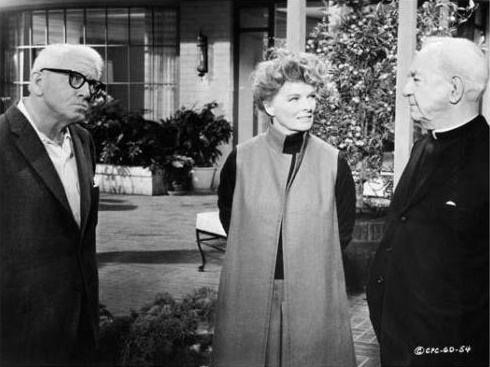
Cecil Kellaway th, i en scen ur Gissa vem som kommer på middag.

Cecil Kellaway, född 22 augusti 1890 i Kapstaden i Sydafrika, död 28 februari 1973 i West Hollywood, Los Angeles, Kalifornien, var en sydafrikansk skådespelare. 
Kellaway var bland annat verksam i Australien innan han mot slutet av 1930-talet kom till Hollywood och spelade med i ett stort antal filmer. Han nominerades till en Oscar för bästa manliga biroll i filmerna Det började med Nora 1948 och Gissa vem som kommer på middag 1967.

## Filmografi (urval)
- 1939 – Svindlande höjder
- 1940 – Den osynlige mannens återkomst
- 1940 – Mr Sarto gör razzia
- 1940 – Förbannelsens hus
- 1942 – En dam smider planer
- 1942 – Farlig som synden
- 1942 – Ja, se fruntimmer!
- 1940 – Brevet
- 1945 – Kitty
- 1946 – Vilse
- 1947 – De obesegrade
- 1948 – Det började med Nora
- 1949 – Äventyrens skepp
- 1950 – Min vän Harvey
- 1950 – Kim
- 1952 – Uppror i Ghandahar
- 1953 – Skräcködlan
- 1964 – Hysch, hysch, Charlotte!
- 1967 – Gissa vem som kommer på middag